# Japhet Bravo
Ricardo Japhet bravo (15 de septiembre de 1989) es un cantante, escritor, productor y compositor mexicano.

## Biografía
Productor y compositor de diversas canciones y campañas de valores como "Es bella la vida" canción oficial del movimiento "Pasos por la vida".
En su obra se pueden encontrar influencias de la música popular mexicana, rock, pop e incluso tango, su estilo de música es fruto de una fusión de distintos géneros. 
Ha publicado dos libros, la novela motivacional Pablo y el pozo, y su más reciente obra "El tesoro secreto".
Desde sus inicios Japhet Bravo mostró una fuerte inclinación por las causas sociales, debido a esto además de conciertos y presentaciones, el cantautor realiza una fuerte labor social como conferencista, impartiendo platicas de promoción de valores y superación a Jóvenes.
La labor social a través de su concierto "Operación Felicidad" llevó a Japhet Bravo junto con su hermano Josué Bravo a ser galardonados por el Instituto Nacional de la Juventud y la Organización de Estados Iberoamericanos.
En 2022 anunció su retiro definitivo de la música  debido a problemas de salud.

## Discografía
- 2013, Me gusta todo de ti.
- 2014, Médio corazón.